# Okeh Records
Okeh Records is een Amerikaans platenlabel, opgericht door de Otto Heinemann Phonograph Corporation, een in 1916 opgerichte leverancier van fonografen, die in 1918 is uitgegroeid tot platenlabel. De naam werd gespeld als "OkeH" uit de initialen van Otto K. E. Heinemann, maar veranderde later in "OKeh". Sinds 1926 is Okeh een dochteronderneming van Columbia Records, een dochteronderneming van Sony Music. Okeh is een jazzafdruk die wordt gedistribueerd door Sony Masterworks, een speciaal label van Columbia.

## Geschiedenis

### Oprichtingsfase
De Duits-Amerikaanse platenmanager Otto Karl Erich Heinemann (1877-1965), een broer van Henry Heinemann, leidde de Amerikaanse tak van het Duitse platenlabel Odeon Records. Tijdens de Eerste Wereldoorlog kwam hij op het idee om een platenlabel te stichten zonder Duitse bedrijfsachtergrond. Na de oprichting van Otto Heinemann Phonograph Corporation in 1916, naast een opnamestudio en perswinkel in New York, zorgde hij voor de acquisitie van artiesten om een platencatalogus op te bouwen. Dit was oorspronkelijk bedoeld om pop-, dans- en vaudeville-stijlen te omvatten. Platen in het Duits, Pools of Jiddisch waren ook gepland. Ralph Peer was aanvankelijk werkzaam als talentscout en kon in maart 1918 de eerste artiesten presenteren. Vanaf september 1918 werd reclame gemaakt voor de labelnaam OkeH. De eerste letter van de labeleigenaar Heinemann zat erachter verborgen. Terwijl de 10 inch platen in de handel verkrijgbaar waren voor 75 cent, kosten de 12 inch versies elk $1,25.
In 1919 ontving Heinemann het benodigde kapitaal van het Duitse platenlabel Carl Lindström AG, waarvan in 1923 een vrachtwagen werd gefinancierd, die werd omgebouwd tot een mobiele opnamestudio en zo artiesten ter plaatse kon opnemen. In 1922 werd Clarence Williams ingehuurd als muzikaal leider om het groeiende aantal 'race-records' (zoals de Afro-Amerikaanse muziek werd genoemd) te beheren. Williams zong ook zelf op het label. Williams werd beschouwd als de eerste Afro-Amerikaanse platenmanager voor een wit platenlabel. Hij werd de opvolger van Fred Hager, die sinds de oprichting van het label als producent werkte.
Het eerste record van het label was het Amerikaanse volkslied Star Spangled Banner, opgenomen door de OKeH Military Band in april 1918. De eerste verkoopbare platen na een paar tests werden in september 1918 gelanceerd door de tenoren Charles Hart en Henry Burr met When The Boys Come Home/The Trumpeter. Tenor Billy Murray, die fulltime zanger was bij Victor Records, behoorde ook tot de catalogus als een half dozijn andere tenoren. Een van de eerste hitparade-aantekeningen voor het jonge label werd gecreëerd door de band van Patrick Conway, die in januari 1920 het nummer Tents Of Arabs/Nobody Ever opnam en kon opschuiven naar #6 in de pophitlijsten. Een paar platen later, in mei 1920, werd Billy Murray's coverversie van de miljoenenseller Dardanella, uitgebracht als de B-kant van I'll See You In C-U-B-A, een toespeling op drooglegging.

### De eerste miljoenenseller
Toen zangeres Sophie Tucker op 11 februari 1920 niet verscheen voor de geplande studio-afspraak, trok Peers productie van de vervangende blueszanger Mamie Smith op 10 augustus 1920 de eerste aandacht in de platenindustrie met de Crazy Blues/It's Right Here For You, omdat het door Perry Bradford gecomponeerde nummer in de eerste maand na publicatie in september 1920 aanvankelijk 175.000 exemplaren binnen een paar maanden verkocht en zich vervolgens ontwikkelde tot de eerste miljoenenseller van het jonge label met 1,5 miljoen verkopen. Smith maakte hiermee de weg vrij voor zwarte vrouwelijke blueszangers zoals Billie Holiday en Bessie Smith. In 1921 werd Mamie Smith de meest gepubliceerde vertolkster van het label, met You Can't Keep A Good Man Down/Baby, You Made Me Fall for You, uitgebracht in mei 1921 voor de blueszangeres, met een derde plaats de beste hitparade-notitie van haar carrière en van het label tot nu toe. Mamie's stijl (met de Jazz Hounds, een blanke band) was eigenlijk geen echte blues, maar eerder 'jazzzang' of 'vaudeville blues'.

### Meer bluesartiesten
De legendarische Afro-Amerikaanse pianist en zanger Fats Waller begon zijn carrière op 21 oktober 1922 met het opnemen van Muscle Shoal Blues bij OKeh, voordat hij in 1929 doorbrak bij Victor. Sophie Tucker verscheen vervolgens in februari 1922 in de OKeh-opnamestudio om haar single High Brown Blues op te nemen, die een zesde plaats in de hitlijsten bereikte. Op 5 januari 1923 werd met de oude meester en componist W.C. Handy van de St. Louis Blues voor het eerst de Louisville Blues opgenomen. Het nu beroemde lied over de stad aan de rivier de Mississippi volgde op 4 juni 1923 en werd gelanceerd in augustus 1923 (#11). Op 23 juni 1923 ging de band van King Oliver de studio in om de eerste plaat op te nemen, de klassieke Dipper Mouth Blues/Where Did You Stay Last Night?, die #9 in de hitlijsten bereikte. In dat jaar adverteerde OKeh vol vertrouwen met de slogan 'De beste racekunstenaars ter wereld bij het grootste racelabel ter wereld.
In november 1923 verscheen het eerste album van de legendarische bluespianist Jelly Roll Morton met Someday Sweetheart, maar werd pas beroemd in 1927 met Victor. De jazzband van Benny Moten begon hier op 29 november 1924 met de Tulsa Blues, de invloedrijke bluesgitarist Lonnie Johnson begon zijn carrière in hetzelfde jaar met Mr. Johnson’s Blues (opgenomen op 4 november 1925). De legendarische Louis Armstrong maakte de eerste platen met zijn eigen band - en niet als lid van andere orkesten - bij OKeh. Op 12 november 1925 speelde Armstrong de Bucket Blues/Yes! I Am In The Barrel, gepubliceerd in december 1925. Zijn Muskrat Ramble, opgenomen op 26 februari 1926 en gepubliceerd in maart 1926, bereikte de achtste plaats in de hitlijsten.
Duke Ellington kwam van Victor voordat hij in 1927 een van zijn weinige singles voor OKeh opnam met Black and Tan Fantasy/What Can A Poor Fella Do (opnamedatum: 3 november 1927). In februari 1927 verscheen Alexander's Ragtime Band in de versie van Miff Mole (26 januari 1927), in oktober 1927 publiceerde Bix Beiderbecke zijn beroemde In A Mist (9 september 1927), die #20 bereikte in de hitlijsten. Op 28 december 1928 kwam Mississippi John Hurt de studio binnen en presenteerde de Stack O'Lee Blues (februari 1929), in april 1934 brachten The Mississippi Sheiks het origineel uit van de bluesstandard Sitting on the Top of the World (opgenomen op 17 februari 1930). Oktober 1934 was de maand van uitgave van Blue Minor (6 juli 1935), het eerste album van drummer Chick Webbs band, dat een van de meest gewilde jazzbands van de jaren 1930 zou worden. Big Bill Broonzy bracht in april 1942 (6 maart 1942) zijn klassieker I'm Gonna Move to the Outskirts of Town uit.
OKeh schreef platengeschiedenis met het waarschijnlijk eerste opgenomen nummer Little Old Log Cabin in the Lane/The Old Hen Cackled van een landelijke muzikant, gepubliceerd in juli 1923. Het nummer stond volgens de meerderheid van de experts onder leiding van Ralph Peer in één leegstaande woning in Atlanta op 14 juni 1923 met de OKeh mobiele opnamestudio met Fiddlin' John Carson. Tijdens dezelfde sessie in Atlanta nam Peer ook de blueszangeres Fannie Mae Goosby op (Grievous Blues). Op 7/8 november 1923 nam Carson - dit keer in New York - You'll Never Miss Your Mother Till She's Gone/Papa's Billy Goat op, die meer dan een miljoen keer werd verkocht na de publicatie in januari 1924. Carson bleef het langst trouw aan het OKeh-label van alle artiesten, namelijk tot 31 oktober 1931. Henry Whitter, die in december 1923 zijn zelfgeschreven nummer The Wreck of the Old' 97 schreef over een spoorwegtragedie, samen met acht andere 'nummers opgenomen bij OKeh, werd daarmee een klassieker. Het nummer steeg naar de #12 in de hitlijsten.
Hoewel er vaak over countrymuziek wordt gesproken, is het eigenlijk oude muziek, een stijl van volksmuziek, die voornamelijk werd gespeeld door de plattelandsbevolking van de Appalachen en wordt beschouwd als de basis van de hedendaagse countrymuziek. Met de commercialisering van deze muziek, eerder genegeerd door de andere platenlabels, creëerde OKeh een basis voor de ontwikkeling van andere genres, zoals country. Er moet echter ook worden vermeld dat OKeh, in tegenstelling tot wat vaak wordt gedacht, niet het eerste label was dat old-time music uitbracht. De muziekindustrie begon in 1916 met Columbia Records met fiddler Don Richardson en zijn Arkansaw Traveler. Victor daarentegen was in maart 1923 slechts een paar maanden eerder met fiddler Eck Robertson gekomen.
Het repertoire in dit genre werd zo uitgebreid, dat OKeh in oktober 1925 begon met het introduceren van zijn eigen catalogisering, die het platenlabel 'Old-Time Tunes' noemde, en werd opnieuw toegevoegd in januari 1928. In maart 1937 werd de countrymentor Roy Acuff ontdekt met de Steel Guitar Chimes/Steel Guitar Blues, op 25 april 1940 nam met de steelgitarist Ted Daffan een van de belangrijkste componisten van weleer zijn eerste liedjes op voor OKeh. Zijn eerste single was I'm A Fool To Care/Put Your Little Arms Around Me uit juni 1940, zijn grootste hit was de miljoenenseller Born To Lose/No Letter Today uit oktober 1943. Bob Wills bracht de twee #1-hits Smoke On The Water/Hang Your Head In Shame uit in februari 1945 en Stars And Stripes On Iwo Jima/You Don't Care What Happens To Me in mei 1945.

### Meer hits
Bij OKeh begint de carrière van de slechthorende Johnnie Ray met Cry/The Little White Cloud (opgenomen op 16 oktober 1951). Het door Mitch Miller geproduceerde record haalde de hitlijsten in november 1951, verkocht meer dan 2 miljoen exemplaren en stond 11 weken op #1. Ray stapte daarna onmiddellijk over naar het moederbedrijf Columbia. Rhythm-and-blues-zanger en auteur Chuck Willis haalde de r&b-hitlijsten bij OKeh (My Story, #2 was de grootste hit) en zijn in juli 1954 I Feel So Bad werd later overgenomen door Elvis Presley. Bluesschreeuwer Screamin' Jay Hawkins bracht zijn eigen compositie I Put A Spell on You/Little Demon (opgenomen op 12 september 1956) in november 1956 uit, wat de basis vormde voor veel latere coverversies (The Animals, vooral Alan Price Set).
Major Lance, een getalenteerde soulzanger, kwam op 14 september 1962 de studio's in en nam zijn eerste single Delilah/Every Time op. Met de titel Monkey Time opgenomen op 5 augustus 1963, nam OKeh met succes deel aan de aflopende modedansgolf in juli 1963 en wist het nummer als #2 in de r&b-hitlijsten te plaatsen (#8 pop). Het nummer werd geschreven door Curtis Mayfield, destijds producent en componist bij OKeh. De producent was Carl Davis, die sinds 1963 bij het label werkte, maar eind 1965 het label moest verlaten toen Epic Records de nieuwe eigenaar werd. Billy Butler & The Chanters behaalde het laatste grote succes voor het OKeh-label in juni 1965 met I Can't Work No Longer en een zesde plaats in de r&b-hitlijsten.
Little Richard nam twee albums op voor OKeh uit 1966, namelijk The Explosive Little Richard in oktober 1966, dat in januari 1967 werd uitgebracht, en de lp Little Richard's Greatest Hits - Recorded Live! (opgenomen op 25 januari 1967), uitgebracht in juli 1967. Ondanks de hoogwaardige cast (Johnny "Guitar" Watson, Larry Williams, Eddie Fletcher en Glen Willings) werd het eerste album een flop, de tweede lp met studio-live karakter bereikte slechts #183 in de lp-hitlijsten. Van de vijf Little Richard-singles die tussen 1966 en 1967 werden uitgebracht, werd er geen melding van gemaakt. Tot 1970 werden singles zonder succes uitgebracht onder het OKeh-label, de laatste werd uitgegeven door The Cheers.

## Frequente eigendomswisselingen
Op 11 november 1926 verwierf het grote label Columbia Records het grootste deel van OKeh vanwege de uitstekende studio's in New York. Kort daarna verliet producent Ralph Peer het label en ging naar Victor. Vervanging was in februari 1927 Tom Rockwell, die verantwoordelijk was voor Louis Armstrong. Vanaf medio 1933 werden alleen opnamen van Columbia op de markt gebracht bij OKeh, het faillissement van Columbia in november 1933 bracht OKeh kort in het bezit van de American Record Company (ARC Records), maar werd in 1935 stopgezet. Toen CBS in 1940 het Columbia-label reactiveerde, mocht OKeh de Vocalion-catalogus op de markt brengen met veel blues- en countryartiesten. In deze vorm bleef OKeh tot 1946 op de markt. Epic Records nam het label in 1965 over, waarna CBS de aandelen opnieuw verwierf in 1967, maar uiteindelijk het inmiddels beroemde label in 1970 liquideerde. De publicatierechten voor de backcatalogus behoren nu tot het grote label Sony BMG Music Entertainment. Begin 2013 kondigde JazzTimes aan dat Sony het legendarische label als onderdeel van Sony Masterworks onder het motto Global Expressions in Jazz wilde reactiveren met opnamen van Bill Frisell, John Medeski en David Sanborn/Bob James.

## Gevolgtrekking
OKeh Records zette de trend voort door Afro-Amerikaanse zangers aantrekkelijk te maken voor witte platenlabels en kopers, door countrymuziek populair te maken en jazz en blues te behouden met een groot aantal artiesten en titels op platen die nu klassiekers van deze genres zijn. Veel nummers werden ondergewaardeerd in termen van hitparades, omdat het label niet over de uitgebreide distributienetwerken van de grote labels beschikte om een hoger verkoopniveau te bereiken. Dat was ook de reden waarom een groot aantal artiesten het label als springplank gebruikte om te slagen bij grotere labels. Met enkele van zijn artiesten maakte OKeh de meest gewaagde, ondernemende opnamen van de vroege Amerikaanse muziekindustrie.

## Artiesten
- Vernon Dalhart
- Fiddlin' John Carson
- Moonshine Kate
- Scottdale String Band
- Ernest Tubb
- Link Davis
- Al Dexter
- Rex Cole's Mountaineers
- The Hoosier Hot Shots
- Gene Autry
- Frank Ferera
- Earl Johnson
- Billy Murray
- Mamie Smith
- Henry Whitter
- Arthur Fields